# Кара-Ункюр (Джалал-Абадская область)
Кара-Ункюр (кирг. Кара-Үңкүр) — село в Ала-Букинском районе Джалал-Абадской области Кыргызстана. Входит в состав Первомайского айылного аймака.

## География
Село расположено в юго-западной части области, на берегах реки Караункур, на расстоянии приблизительно 16 километров (по прямой) к юго-западу от села Ала-Бука, административного центра района. Абсолютная высота — 1016 метров над уровнем моря.

## Население
Согласно оценочным данным Национального статистического комитета Кыргызской Республики, численность населения села на начало 2023 года составляла 1370 человек.
| год     | 2009 | 2014 | 2015 | 2020 | 2021 | 2023 |
| ------- | ---- | ---- | ---- | ---- | ---- | ---- |
| человек | 940  | 1091 | 1110 | 1331 | 1235 | 1370 |